# Tự do hình thái
Thuật ngữ tự do hình thái nói về quyền của một cá nhân có thể tự do lựa chọn thay đổi hay giữ nguyên hiện trạng hình thái cơ thể, hay tâm trí, thông qua việc yêu cầu, chấp nhận hay từ chối các liệu pháp y tế hiện hữu.
Thuật ngữ lần đầu được đưa ra bởi nhà triết học Max More trong bài viết Technological Self-Transformation: Expanding Personal Extropy, năm 1993, ông định nghĩa nó là "khả năng thay đổi hình thái cơ thể thông qua các công nghệ như phẫu thuật, di truyền, công nghệ nano, chuyển tải tâm trí". Thuật ngữ sau đó được nhà phê bình khoa học Anders Sandberg sử dụng như là "sự mở rộng của quyền con người, người ta không chỉ sở hữu bản thân mình, mà còn có quyền sửa đổi nó theo ý muốn".